# チャガシラショウビン
チャガシラショウビン(英語: Brown-hooded kingfisher、学名: Halcyon albiventris) はブッポウソウ目カワセミ科ショウビン亜科に属する鳥。樹上生のカワセミで、頭部は茶色、黒っぽい翼の先端はターコイズブルーで美しい。サハラ砂漠以南のアフリカに生息し、森林や低木地、林縁から都市郊外にまで進出する。国際自然保護連合 (IUCN) は低危険種に分類している。

## 分布と生息域
チャガシラショウビンはサハラ砂漠以南のアフリカに広く生息し、ガボン、コンゴ、コンゴ民主共和国、アンゴラ、タンザニア、ザンビア、ソマリア、モザンビーク、マラウィ、ジンバブエ、ボツワナ、ナミビア、南アフリカ、スワジランドで確認されている。標高1,800メートル以下の疎林や木の生えた草原、低木地、林縁に棲むが、農地や公園、緑地にも現れる。水場にも現れ、都市郊外にも適応する。渡りはしないが、一部地域では季節毎の移動が見られる。

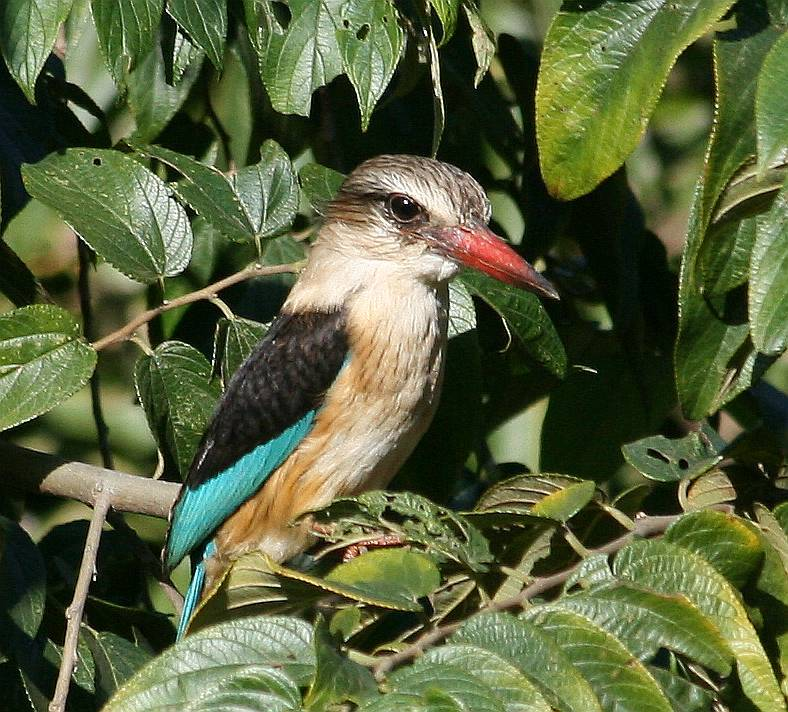
樹上のオス
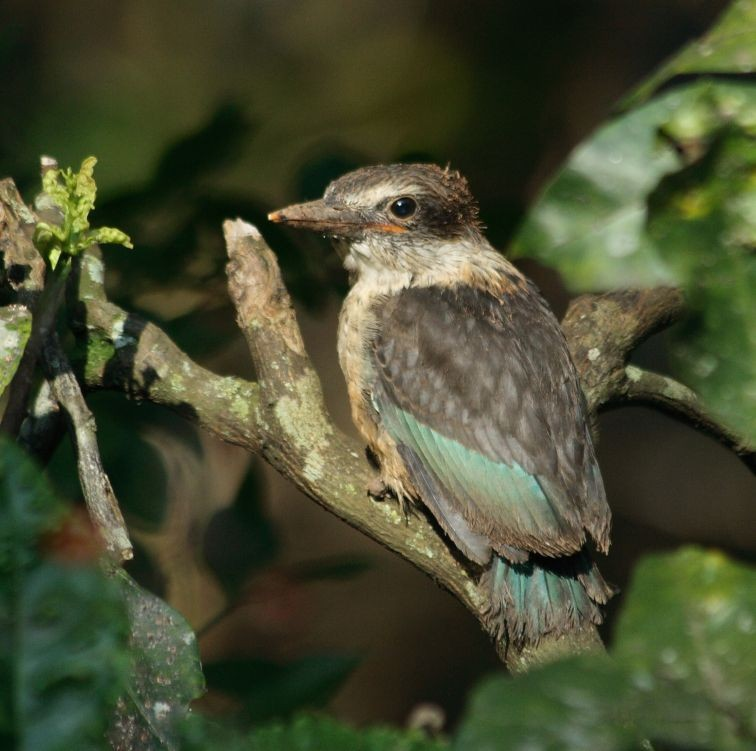
巣から出てきた幼鳥
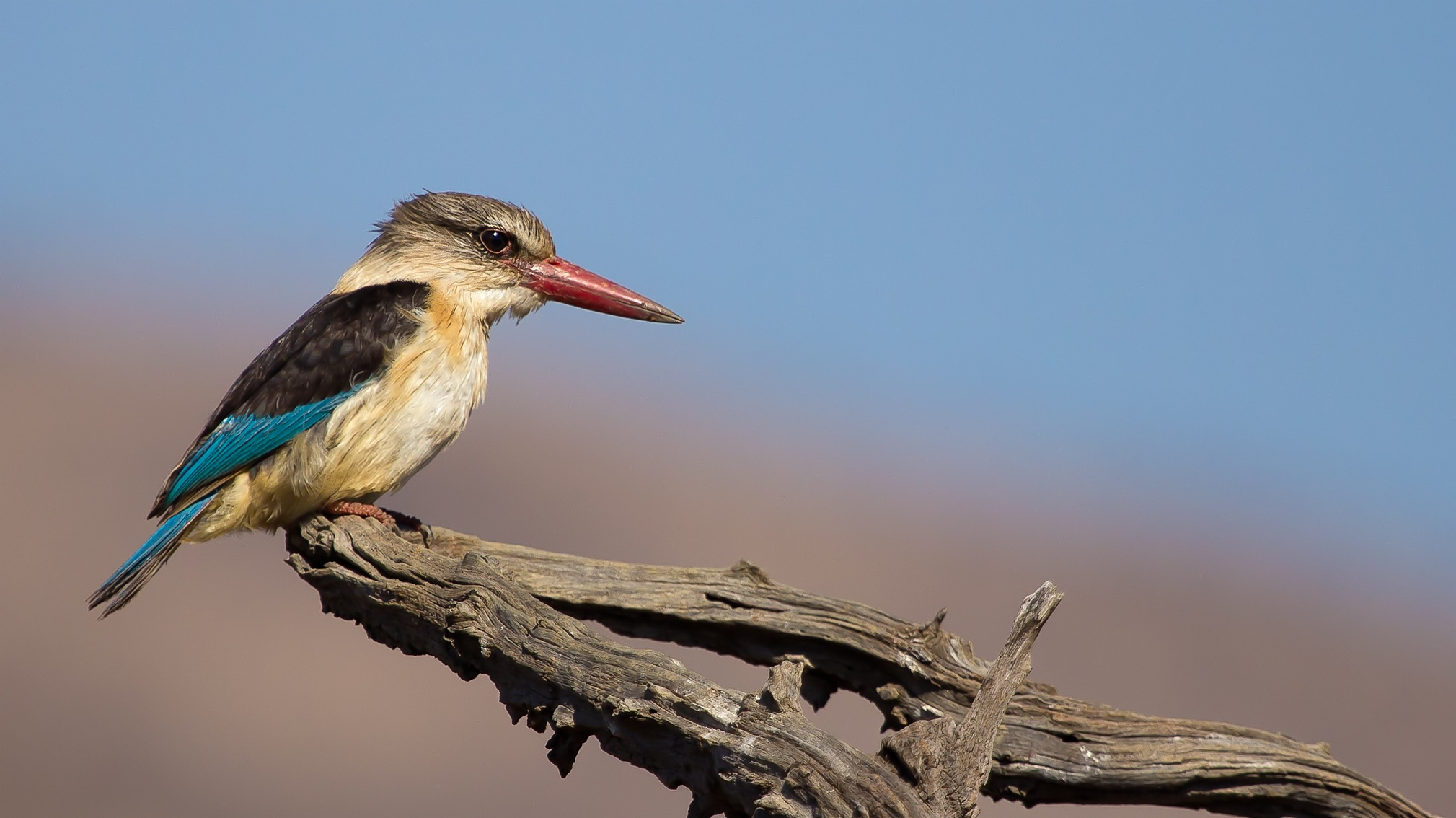
オス
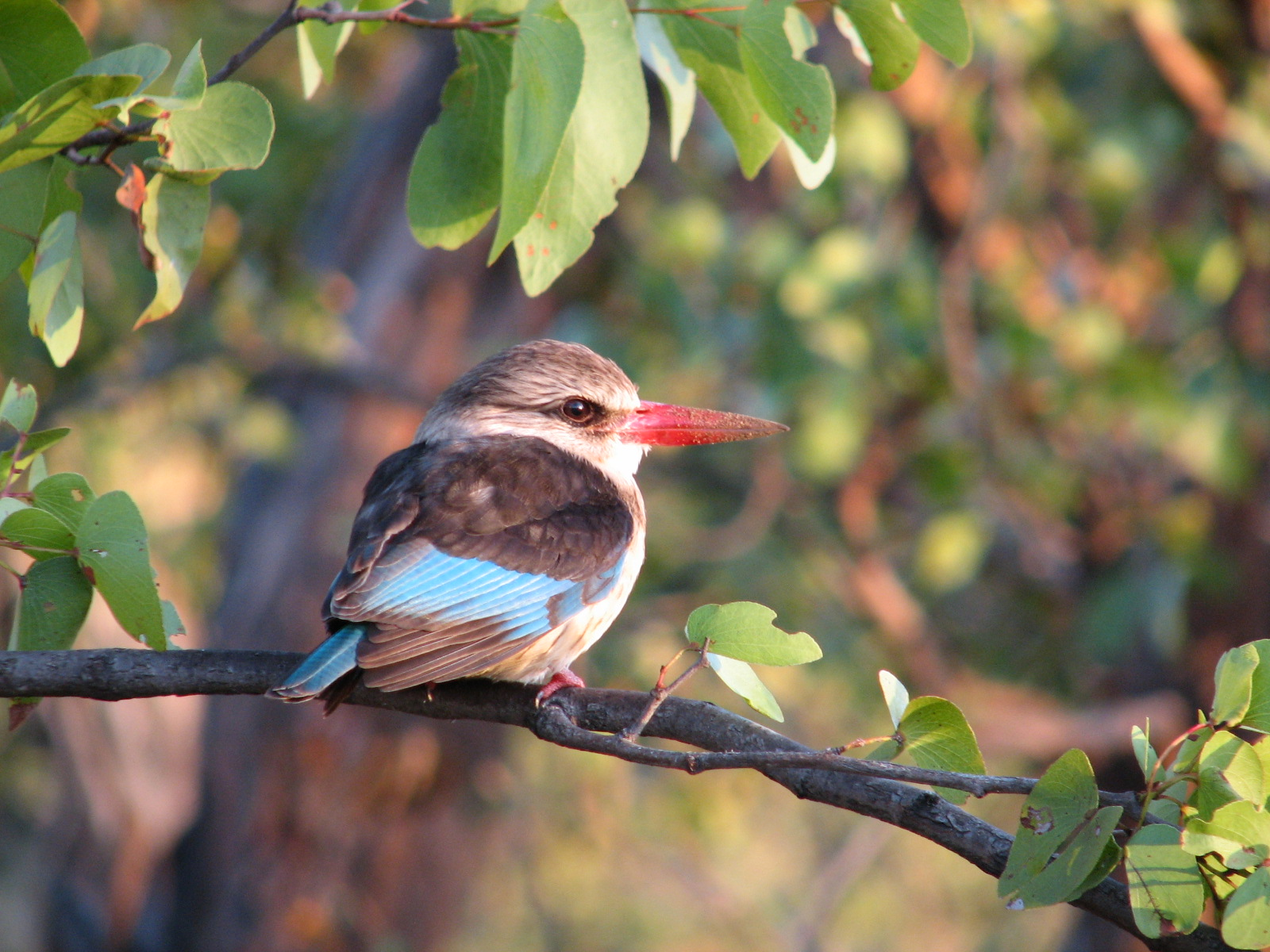
上から見た様子

## 状況
広範囲に生息し、個体数も安定しており特に大きな脅威にも晒されていないため、IUCNは低危険種と評価している。